# Мишон Вудс (Канзас)
Мишон Вудс (енгл. Mission Woods) град је у америчкој савезној држави Канзас.

## Демографија
По попису из 2010. године број становника је 178, што је 13 (7,9%) становника више него 2000. године.
| Група             | 2000.       | 2010.       |
| Белци             | 160 (97,0%) | 174 (97,8%) |
| Афроамериканци    | 3 (1,8%)    | 1 (0,6%)    |
| Азијати           | 0 (0,0%)    | 3 (1,7%)    |
| Хиспаноамериканци | 0 (0,0%)    | 0 (0,0%)    |
| Укупно            | 165         | 178         |